# Blue Moon (Lied)
Blue Moon ist ein 1933 von Richard Rodgers (Musik) und Lorenz Hart (Text) geschriebener Song, der sich stilübergreifend zum Evergreen und Jazzstandard entwickelte und besonders in der Version der Marcels populär geworden ist. Es handelt sich um den einzigen Titel der beiden Autoren, der nicht Bestandteil eines Musicals war.

## Entstehungsgeschichte
Das Lied weist eine ungewöhnliche Entwicklung auf, denn für die im Jahr 1933 entstandene Melodie sind in der Folgezeit insgesamt vier Textvarianten von den ursprünglichen Urhebern verfasst worden.

### Erste Textvariante
Rodgers und Hart waren seit Mai 1933 bei der Filmproduktion von Metro-Goldwyn-Mayer (MGM) als Filmmusik-Komponisten unter Vertrag, als sie den Auftrag für das Musical-Comedy-Projekt Hollywood Revue of 1933 erhielten. Sie schrieben hierfür noch im Mai 1933 insgesamt zwölf Titel, von denen drei in das Drehbuch übernommen wurden. Es handelte sich um Prayer (Oh Lord Make Me A Movie Star) (dem Vorläufer von Blue Moon; gesungen von Jean Harlow), I’m One of the Boys (Nina Mae McKinney) und Black Diamond (Joan Crawford). Diese Musiktitel wurden jedoch ebenfalls nicht im Film präsentiert, der am 24. Mai 1934 unter dem Titel Hollywood Party in die Kinos kam. Im Drehbuch wird der Titel Prayer am 14. Juni 1933 für den Film unter Nummer 225 geführt, die Anmeldung des Copyrights der Urheber erfolgte am 10. Juli 1933.

### Zweite und dritte Version
Danach wurde die Melodie von Prayer für den MGM-Film Manhattan Melodrama im März 1934 mit neuem Text versehen und erhielt den Titel It’s Just That Kind of Play (Manhattan Melodrama), gesungen von Shirley Ross, das Copyright hierfür wurde am 30. März 1934 registriert. Das Lied wurde jedoch im Film erneut nicht verwendet. Anstatt dessen bat MGM die beiden Autoren, für den Film noch einen Nachtklub-Titel zu schreiben. Lorenz Hart verfasste für die Melodie nun die dritte textliche Version unter dem Titel Prayer (The Bad in Ev’ry Man), der mit Sängerin Shirley Ross die Endkontrolle überstand und im Film am 2. Mai 1934 erstmals in den Kinos erschien.

### Vierte Fassung
Kurz nach Erscheinen des Films schlug MGM-Musikverleger Jack Robbins von Robbins Music Publishing dem Autorenteam vor, das Lied mit kommerziellerem, romantischerem Text und griffigen Reimen zu versehen, und versprach, ihn dann von Küste zu Küste bekannt zu machen. Ergebnis war bereits am nächsten Tag der Titel Blue Moon, der im November 1934 zum Copyright eingereicht wurde. Texter Hart setzte den Wunsch beim vierten Versuch fast sarkastisch und widerwillig um und verfasste nun einen Text, der seiner Ansicht nach zu wenig Tiefgang habe. In dieser Modifikation wurde Blue Moon in der Radiosendung Hollywood Hotel platziert und dort als Eröffnungsmelodie noch im Jahr 1934 eingesetzt, gespielt vom Orchester Raymond Paige. Davon wurde am 5. April 1934 eine Single-Fassung unter dem Titel Once in a Blue Moon eingespielt (Victor #24604).
Der Titel Blue Moon ist von der auf das Jahr 1528 zurückgehenden Redewendung „blue moon“ abgeleitet, die so viel wie „ganz selten“ oder sogar „niemals“ bedeutet. Die heutigen Redewendungen „until a blue moon“ oder „once in a blue moon“ können mit „am Sanktnimmerleinstag“ übersetzt werden. Damit wird zudem im englischen Sprachraum ein zweimaliger Vollmond im selben Monat ausgedrückt, ein seltenes Phänomen, das etwa alle 2 1⁄2 Jahre vorkommt. Im Lied wird das Liebesglück besungen, das der Sänger bisher für ziemlich unwahrscheinlich gehalten hat (eben „once in a blue moon“). Gleichzeitig wird dies auch als Wortspiel verwendet, denn der Protagonist ist traurig („blue“), bis er schließlich dieses Liebesglück gefunden hat.

## Erste erfolgreiche Schallplattenproduktionen

Glen Gray & Casa Loma Orchestra – Blue Moon

Am 16. November 1934 stand Glen Gray mit seinem Casa Loma Orchestra und dessen Sänger Kenny Sargent im Tonstudio und nahm die erste kommerziell erfolgreiche Schallplattenaufnahme des Liedes auf. Sie erreichte den ersten Rang der Hitparade, auf dem sie für drei Wochen verblieb. Es handelte sich um einen der ersten großen Hits des gerade im August 1934 gegründeten Plattenlabels Decca Records (#312). Kurz danach entstand eine Coverversion von Ted Fiorito am 19. November 1934; es folgte Frankie Trumbauer & Orchestra (20. November 1934 mit Trompeter Bunny Berigan). Ray Noble stand am 12. Januar 1935 zusammen mit Al Bowlly im Studio und platzierte seine Fassung auf Rang 5 der Charts. Oft als Original angesehen wird die Fassung von Connee Boswell, die jedoch erst am 15. Januar 1935 entstand und damit zeitlich wesentlich später als das wirkliche Original. Die nächste Chartnotiz gelang dem Benny Goodman Orchestra mit seiner vom selben Tag (15. Januar 1935) stammenden Aufnahme mit der Bandvokalistin Helen Ward, die bis auf Rang 2 vordrang.

## Weitere Coverversionen

Ted Fiorito – Blue Moon

Bedeutende Coverversionen stammen insbesondere von Frank Sinatra, Mel Tormé, Billy Eckstine und Elvis Presley. Frank Sinatra sang den Titel mit dem Orchester von Tommy Dorsey im November 1940 mehrfach im Radio und präsentierte ihn im April 1954, wiederum im Radio, mit dem Sinatra Symphonette; seine einzige kommerzielle Studioaufnahme des Stücks wurde zusammen mit dem Orchester von Nelson Riddle am 1. September 1960 für die LP Sinatra’s Swingin’ Session!!! aufgenommen. Mel Tormé präsentierte seine Fassung im Film über das Leben der beiden Komponisten Rodgers/Hart, Words And Music. Der von MGM produzierte Film kam am 31. Dezember 1948 in die Kinos, die Platte hierzu erschien im April 1949 und brachte es bis auf Platz 20. Billy Eckstine mit dem Orchester Hugo Winterhalter kam im März 1949 bis auf Rang 21. Ivory Joe Hunter stand am 27. November 1951 im Studio, eine Jazzfassung von Oscar Peterson entstand am 7. Dezember 1953.

Elvis Presley – Blue Moon

Elvis Presley war noch bei Sun Records unter Vertrag, als er am 19. August 1954 Blue Moon aufnehmen ließ. An jenem Aufnahmetag entstanden noch Tomorrow Night und I’ll Never Let You Go. Das Aufnahmedatum ist umstritten, weil Produzent und Labelinhaber Sam Phillips sich bei der Matrixbeschriftung vertan hatte. Take 4 dieser Sun-Session mit der ungewöhnlichen Elvis-Interpretation wurde im März 1956 auf der RCA-LP Elvis Presley berücksichtigt, am 8. September 1956 von RCA als Single veröffentlicht (Rang 55). Tony Bennett brachte am 28. Juli 1958 seine sentimentale Version hiervon heraus.
Caterina Valente sang es auf ihrem Album Caterina Valente in London aus dem Jahre 1964. Bob Dylan veröffentlichte seine Interpretation des Lieds 1970 auf dem Album Self Portrait. Die Cowboy Junkies veröffentlichten 1989 ihre Version Blue Moon revisited (Song for Elvis). Götz Alsmann sang es 2014 auf seinem Album Am Broadway in deutscher Sprache ein unter dem Titel Mondnacht am Meer.

## Millionenseller

The Marcels – Blue Moon

Die Doo-Wop-Formation The Marcels nahm am 15. Februar 1961 insgesamt vier Lieder auf, von denen eines verworfen wurde. Produzent Stu Phillips übte daraufhin mit dem Quintett innerhalb von einer Stunde das Ersatzlied Blue Moon ein, für das lediglich noch zehn Minuten Aufnahmezeit zur Verfügung standen; in nur zwei Takes war diese Fassung fertig. Noch im Februar 1961 kam sie als erste Single der Gruppe auf den Markt. Die schnelle Doo-Wop-Version der Marcels ist kaum noch als Blue Moon erkennbar, auch weil sie das Arrangement von Zoom Zoom Zoom der Doo-Wop-Gruppe Collegians kopiert und mit intensiver Onomatopoesie versehen ist. Die Platte wurde von Radio-DJ Murray the K bei der Radiostation WINS in New York während eines einzigen Programms 26 Mal gespielt, verharrte für drei Wochen auf dem ersten Rang in den USA, für zwei Wochen in Großbritannien und verkaufte weltweit über 2,5 Millionen Exemplare. Richard Rodgers hatte diese Fassung kritisiert und in zahlreichen Zeitungsanzeigen vor dem Kauf der Platte gewarnt; auch dem Musikmagazin Billboard war der stotterähnliche und hastige Gesang nicht entgangen.
Ursel Jakob nutzte den mäßigen Erfolg der Marcels in Deutschland (Rang 13) aus und brachte im selben Jahr eine deutsche Fassung heraus, ohne hiermit die Charts zu erreichen. Erst Harry Glück brachte im Juni 1963 seinen einzigen Hit bis Rang 13 der deutschen Hitparade. Im November 1980 veröffentlichte Showaddywaddy eine Fassung für den britischen Markt.

## Rezeption
Von Blue Moon existieren der ASCAP zufolge über 120 Versionen. Der Song wurde in zahlreichen Filmen verwendet, darunter Words and Music (1948), Malaya (1949), East Side West Side (1949), With a Song in My Heart (1952) oder American Werewolf (1981).
Jayne-Anne Phillips schrieb eine Kurzgeschichte mit dem Titel Blue Moon, die 1984 im Band Fast Lanes veröffentlicht wurde. Sie verweist in der Geschichte auf den Song und interpretiert ihn in seiner Bedeutung für die Jugend der achtziger Jahre.

## Hymne des Manchester City FC
Blue Moon ist die Hymne des englischen Fußballvereins Manchester City.